# Tour de France 2015
Il Tour de France 2015, centoduesima edizione della Grande Boucle, si è svolto dal 4 luglio al 26 luglio, su un totale di 3 360,3 km suddivisi in 21 tappe.
È stato vinto dal passista-scalatore e cronoman inglese Chris Froome, al suo secondo successo nella competizione dopo quello nell'edizione del 2013 (per lui si trattò del terzo podio ai Campi Elisi, considerando pure la piazza d'onore conseguita nell'edizione del 2012).
Il britannico terminò le sue fatiche sulle strade francesi con il tempo di 84h46'14".
Al secondo posto della graduatoria generale si classificò lo scalatore colombiano Nairo Quintana (al secondo podio al Tour dopo un'ulteriore seconda posizione conseguita nell'edizione del 2013). 
Rispetto all'edizione del 2013, il sudamericano si confermò miglior giovane della manifestazione (aggiudicandosi quindi la corrispondente classifica accessoria per la seconda volta), ma non si confermò come miglior scalatore nella corrispondente classifica accessoria.
Nella terza posizione della classifica generale si piazzò lo scalatore-finisseur spagnolo Alejandro Valverde (all'unico podio in carriera nella Grande Boucle). 
Il corridore murciano non trattenne l'emozione per l'agognato podio finalmente raggiunto dopo molti tentativi andati a vuoto nelle precedenti edizioni, e si lasciò andare in un pianto liberatorio al termine della penultima tappa che aveva, come costume, cristallizzato la classifica generale in vista della passerella finale del giorno successivo sui Campi Elisi.

## Percorso
Le 21 tappe si suddividono in:
- 8 tappe pianeggianti
- 4 tappe collinari

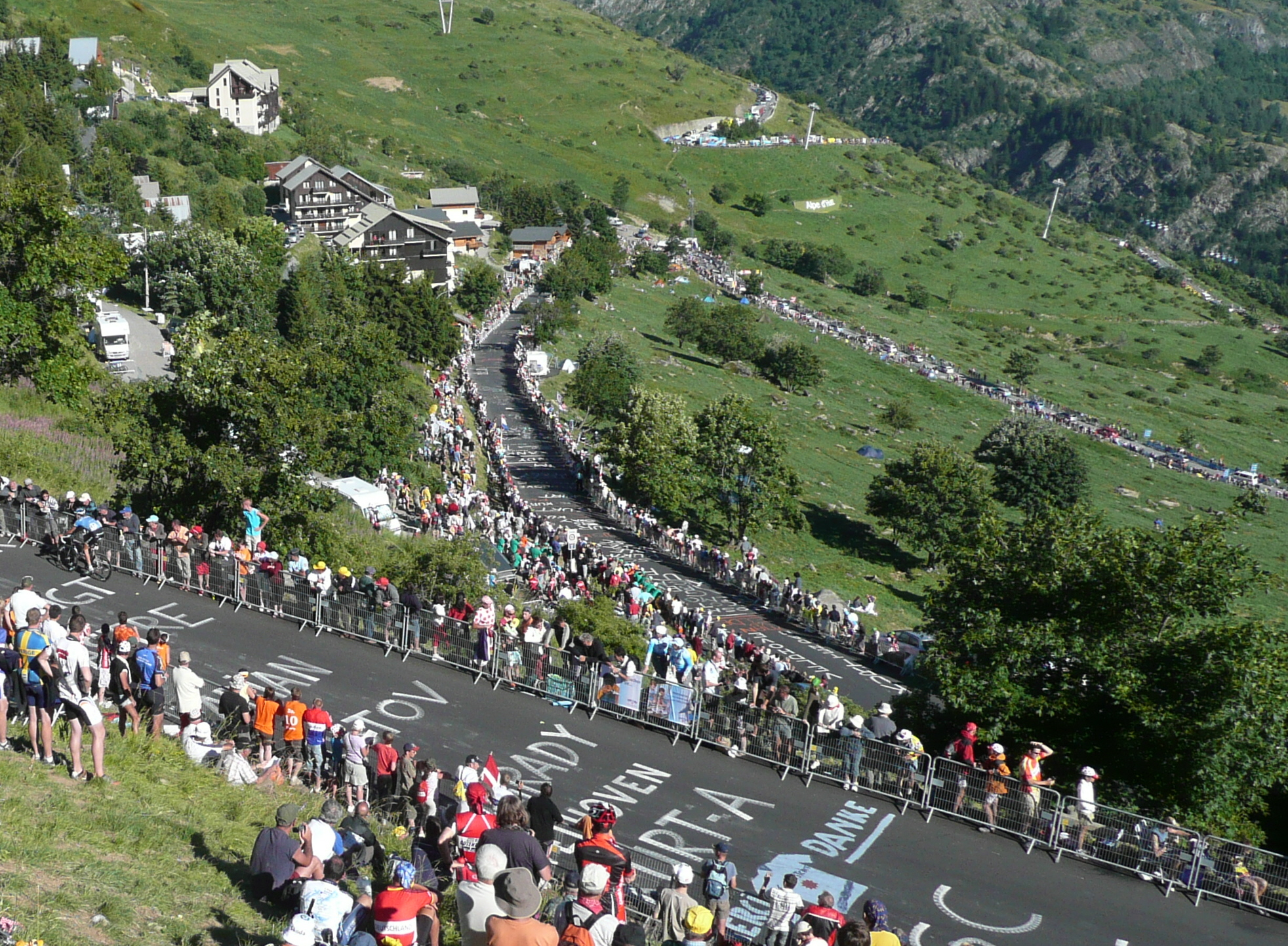
La salita dell'Alpe d'Huez, ultimo arrivo in salita del Tour de France 2015

- 7 tappe di montagna, con 6 arrivi in salita
- 1 cronometro individuale
- 1 crono-squadre

La corsa a tappe francese inizia con l'unica breve cronometro individuale in programma, dalla città olandese di Utrecht. Già in altre cinque occasioni i Paesi Bassi avevano ospitato la partenza del Tour de France: la prima volta fu nel 1954 da Amsterdam. Nessun altro paese oltre la Francia, ha ospitato un maggior numero di volte il Grand depart della Grande Boucle.
Dopo due tappe olandesi e una tappa in Belgio si entra in territorio francese con la tappa che si conclude a Cambrai, frazione di corsa comprensiva di 13,3 km in pavé suddivisi in sette settori. Dopo il primo giorno di riposo, preceduto da una cronometro a squadre, si disputano tre tappe pirenaiche, mentre dopo il secondo si affrontano altre quattro tappe d'alta montagna, nelle Alpi, l'ultima delle quali ci conclude all'Alpe d'Huez il giorno che precede la passerella finale sugli Champs-Élysées di Parigi.

## Tappe
| Tappa  | Data      | Percorso                                            | km               | Vincitore di tappa | Leader cl. generale |
| ------ | --------- | --------------------------------------------------- | ---------------- | ------------------ | ------------------- |
| 1ª     | 4 luglio  | Utrecht (NLD) (cron. individuale)                   | 13,8             | Rohan Dennis       | Rohan Dennis        |
| 2ª     | 5 luglio  | Utrecht (NLD) > Zelanda (NLD)                       | 166              | André Greipel      | Fabian Cancellara   |
| 3ª     | 6 luglio  | Anversa (BEL) > Huy (BEL)                           | 159,5            | Joaquim Rodríguez  | Chris Froome        |
| 4ª     | 7 luglio  | Seraing (BEL) > Cambrai                             | 223,5            | Tony Martin        | Tony Martin         |
| 5ª     | 8 luglio  | Arras > Amiens Métropole                            | 189,5            | André Greipel      | Tony Martin         |
| 6ª     | 9 luglio  | Abbeville > Le Havre                                | 191,5            | Zdeněk Štybar      | Tony Martin         |
| 7ª     | 10 luglio | Livarot > Fougères                                  | 190,5            | Mark Cavendish     | Chris Froome        |
| 8ª     | 11 luglio | Rennes > Mûr-de-Bretagne                            | 181,5            | Alexis Vuillermoz  | Chris Froome        |
| 9ª     | 12 luglio | Vannes > Plumelec (cron. a squadre)                 | 28               | BMC Racing Team    | Chris Froome        |
|        | 13 luglio | giorno di riposo                                    | giorno di riposo | giorno di riposo   | giorno di riposo    |
| 10ª    | 14 luglio | Tarbes > La Pierre Saint-Martin                     | 167              | Chris Froome       | Chris Froome        |
| 11ª    | 15 luglio | Pau > Cauterets-Vallée de Saint-Savin               | 188              | Rafał Majka        | Chris Froome        |
| 12ª    | 16 luglio | Lannemezan > Plateau de Beille                      | 195              | Joaquim Rodríguez  | Chris Froome        |
| 13ª    | 17 luglio | Muret > Rodez                                       | 198,5            | Greg Van Avermaet  | Chris Froome        |
| 14ª    | 18 luglio | Rodez > Mende                                       | 178,5            | Steve Cummings     | Chris Froome        |
| 15ª    | 19 luglio | Mende > Valence                                     | 183              | André Greipel      | Chris Froome        |
| 16ª    | 20 luglio | Bourg-de-Péage > Gap                                | 201              | Rubén Plaza        | Chris Froome        |
|        | 21 luglio | giorno di riposo                                    | giorno di riposo | giorno di riposo   | giorno di riposo    |
| 17ª    | 22 luglio | Digne-les-Bains > Pra Loup                          | 161              | Simon Geschke      | Chris Froome        |
| 18ª    | 23 luglio | Gap > Saint-Jean-de-Maurienne                       | 186,5            | Romain Bardet      | Chris Froome        |
| 19ª    | 24 luglio | Saint-Jean-de-Maurienne > La Toussuire-Les Sybelles | 138              | Vincenzo Nibali    | Chris Froome        |
| 20ª    | 25 luglio | Modane Valfréjus > Alpe d'Huez                      | 110,5            | Thibaut Pinot      | Chris Froome        |
| 21ª    | 26 luglio | Sèvres > Parigi/Champs-Élysées                      | 109,5            | André Greipel      | Chris Froome        |
| Totale | Totale    | Totale                                              | 3 360,3          |                    |                     |

## Squadre e corridori partecipanti
Le squadre che hanno preso parte al Tour de France sono state 22, per un totale di 198 corridori.

| N.      | Cod. | Squadra            |
| ------- | ---- | ------------------ |
| 1-9     | AST  | Astana Pro Team    |
| 11-19   | ALM  | AG2R La Mondiale   |
| 21-29   | FDJ  | FDJ                |
| 31-39   | SKY  | Team Sky           |
| 41-49   | TCS  | Tinkoff-Saxo       |
| 51-59   | MOV  | Movistar Team      |
| 61-69   | BMC  | BMC Racing Team    |
| 71-79   | LTS  | Lotto-Soudal       |
| 81-89   | TGA  | Team Giant-Alpecin |
| 91-99   | KAT  | Katusha Team       |
| 101-109 | OGE  | Orica-GreenEDGE    |

| N.      | Cod. | Squadra                |
| ------- | ---- | ---------------------- |
| 111-119 | EQS  | Etixx-Quick Step       |
| 121-129 | EUC  | Team Europcar          |
| 131-139 | TLJ  | Team Lotto NL-Jumbo    |
| 141-149 | TFR  | Trek Factory Racing    |
| 151-159 | LAM  | Lampre-Merida          |
| 161-169 | TCG  | Team Cannondale-Garmin |
| 171-179 | COF  | Cofidis                |
| 181-189 | IAM  | IAM Cycling            |
| 191-199 | BOA  | Bora-Argon 18          |
| 201-209 | BSE  | Bretagne-Séché         |
| 211-219 | MTN  | MTN-Qhubeka            |

## Dettagli delle tappe

### 1ª tappa
- 4 luglio: Utrecht (NLD) – Cronometro individuale – 13,8 km

Risultati
| Pos. | Corridore         | Squadra | Tempo  |
| ---- | ----------------- | ------- | ------ |
| 1    | Rohan Dennis      | BMC     | 14'56" |
| 2    | Tony Martin       | Etixx   | a 5"   |
| 3    | Fabian Cancellara | Trek    | a 6"   |

| Pos. | Corridore         | Squadra | Tempo  |
| ---- | ----------------- | ------- | ------ |
| 1    | Rohan Dennis      | BMC     | 14'56" |
| 2    | Tony Martin       | Etixx   | a 5"   |
| 3    | Fabian Cancellara | Trek    | a 6"   |

Descrizione e riassunto
La 102ª edizione della Grande Boucle scatta da Utrecht, nei Paesi Bassi, con una cronometro individuale di 13,8 km nel centro storico della città. Il percorso, abbastanza tortuoso, penalizza gli atleti che non dispongono di una discreta abilità nella guida della bici.
A conquistare la prima maglia gialla è l'australiano Rohan Dennis, che riesce a tenere dietro altri due grandi specialisti come Tony Martin, tre volte campione del mondo e Fabian Cancellara, quattro volte campione. Dennis batte anche il record di cronometro più veloce al Tour: con 55,446 km/h, supera il precedente record di Chris Boardman stabilito al Tour 1994 nel cronoprologo di Lilla.
In ottica classifica generale, i migliori risultano essere Tejay van Garderen, Thibaut Pinot e il vincitore uscente Vincenzo Nibali, che guadagnano alcuni secondi sugli altri attesi protagonisti Chris Froome, Alberto Contador e Nairo Quintana.

### 2ª tappa
- 5 luglio: Utrecht (NLD) > Zelanda (NLD) – 166 km

Risultati
| Pos. | Corridore         | Squadra      | Tempo    |
| ---- | ----------------- | ------------ | -------- |
| 1    | André Greipel     | Lotto-Soudal | 3h29'03" |
| 2    | Peter Sagan       | Tinkoff-Saxo | s.t.     |
| 3    | Fabian Cancellara | Trek         | s.t.     |

| Pos. | Corridore         | Squadra | Tempo    |
| ---- | ----------------- | ------- | -------- |
| 1    | Fabian Cancellara | Trek    | 3h44'01" |
| 2    | Tony Martin       | Etixx   | a 3"     |
| 3    | Tom Dumoulin      | Giant   | a 6"     |

Descrizione e riassunto
La seconda tappa del Tour, la prima in linea, parte da Utrecht, per concludersi su una diga in Zelanda. La tappa si sviluppa in due tronconi: fino al traguardo volante di Rotterdam si attraversa l'entroterra per poi dirigersi sulla costa del Mare del Nord, con l'attraversamento di alcune isole della Zelanda. In questi tratti, spesso colpiti da forte vento laterale proveniente dal mare, è possibile la formazione di ventagli e di buchi tra i ciclisti nel gruppo.
La tappa scatta sotto il sole, e subito vanno in fuga Jan Bárta, Stef Clement, Armindo Fonseca e Perrig Quéméneur, guadagnando subito margine, che si stabilizza sui 2' e 45". Il gruppo accelera in vista del traguardo volante, senza tuttavia riprendere i fuggitivi, che poi si rialzano ad esclusione di Bárta, che continua la sua azione ancora per 20 km. A 60 km dall'arrivo, sotto un temporale che durerà fino alla conclusione della tappa, un'accelerazione della Etixx-Quick Step spacca il gruppo, creando un ventaglio; risultano attardati due dei possibili protagonisti per la vittoria finale, Nairo Quintana e Joaquim Rodríguez, che, insieme ai compagni di squadra e altri corridori formano un gruppo a 30" dal gruppo maglia gialla. Davanti intanto, la Tinkoff-Saxo di Alberto Contador va a dare una mano alla squadra belga, proprio nel momento in cui una caduta di Nacer Bouhanni fa mettere il piede a terra ad un altro dei protagonisti, Vincenzo Nibali. Il campione uscente resta attardo insieme alla maglia gialla Rohan Dennis, restando a galla tra il gruppo davanti e quello di Quintana per una decina di chilometri prima di decidere di rialzarsi e aspettare il gruppo dietro. Il distacco tra i due gruppi si mantiene sul minuto e venti fino agli ultimi chilometri. Si arriva alla volata nel gruppo ristretto, dove Mark Cavendish prova a partire lungo, ma resta al vento troppo presto, venendo rimontato da André Greipel, Peter Sagan e Fabian Cancellara; a vincere è il tedesco sullo slovacco al fotofinish, con terzo Cancellara. In virtù degli abbuoni, lo svizzero conquista la maglia gialla, la 29ª della carriera, re-indossandola dopo 3 anni. In volata Froome guadagna 4" su Contador e Tejay van Garderen, che rimangono vittime di un buco. Il gruppo di Nibali e Quintana arriva con 1' e 27" di ritardo.

### 3ª tappa
- 6 luglio: Anversa (BEL) > Huy (BEL) – 159,5 km

Risultati
| Pos. | Corridore         | Squadra | Tempo    |
| ---- | ----------------- | ------- | -------- |
| 1    | Joaquim Rodríguez | Katusha | 3h26'54" |
| 2    | Chris Froome      | Sky     | s.t.     |
| 3    | Alexis Vuillermoz | AG2R    | a 4"     |

| Pos. | Corridore          | Squadra | Tempo    |
| ---- | ------------------ | ------- | -------- |
| 1    | Chris Froome       | Sky     | 7h11'37" |
| 2    | Tony Martin        | Etixx   | a 1"     |
| 3    | Tejay van Garderen | BMC     | a 13"    |

Descrizione e riassunto
La terza tappa della Grande Boucle si svolge totalmente in territorio belga, con partenza da Anversa per concludersi a Huy, sul celebre muro. Prima dello strappo finale, sono in programma altri tre gran premi della montagna, tutti di 4ª categoria.
Subito dopo il chilometro 0, vanno in fuga Bryan Nauleau, Jan Bárta, Martin Elmiger e Serge Pauwels. Il loro vantaggio arriva a toccare i 4', ma il gruppo accelera e li riprende a 66 chilometri dalla conclusione. Poco dopo, nella parte alta del gruppo, cade William Bonnet della FDJ innescando una paurosa carambola, che coinvolge diversi corridori, tra cui la maglia gialla Fabian Cancellara e la maglia bianca Tom Dumoulin, che è costretto al ritiro, mentre il leader riesce a ripartire a fatica. Vista la situazione, la direzione di gara decide per una neutralizzazione perché le ambulanze e le auto mediche al seguito della corsa sono rimaste bloccate dalla caduta. Il primo gran premio della montagna viene quindi neutralizzato, e allo scollinamento la corsa riparte. Il gruppo rimane compatto fino all'attacco del Muro di Huy. All'inizio del muro il campione nazionale lussemburghese Bob Jungels attacca, venendo successivamente ripreso dall'ultimo gregario di Froome rimasto, Geraint Thomas. Il capitano della Sky e Alberto Contador affrontano in testa le prime rampe, con l'inglese che riesce a staccare il madrileno pochi metri più avanti nel punto con il 26% di pendenza, venendo tuttavia superato a sua volta da Joaquim Rodríguez con a ruota Tony Gallopin; il corridore del Team Sky riesce ad accodarsi, mentre Contador cede e non segue il trio, con tutti gli altri uomini di classifica che restano attardati. Quando a 200 metri anche Gallopin cede di schianto, il britannico prova a chiudere il buco dal corridore spagnolo, ma non ce la fa. La vittoria va quindi al corridore della Katusha, con Froome secondo sul traguardo. La maglia gialla Cancellara arriva al traguardo con oltre 11' di ritardo, ritirandosi la sera stessa a causa dei danni della caduta. Il simbolo del primato passa quindi proprio a Froome, che grazie ai 6" di abbuono riesce a sopravanzare Tony Martin e si veste di giallo dopo 2 anni dalla sua vittoria sui Campi Elisi. Il corridore di classifica che paga più dazio è Thibaut Pinot, che perde 1'33" dal vincitore.

### 4ª tappa
- 7 luglio: Seraing (BEL) > Cambrai – 223,5 km

Risultati
| Pos. | Corridore      | Squadra      | Tempo    |
| ---- | -------------- | ------------ | -------- |
| 1    | Tony Martin    | Etixx        | 5h28'58" |
| 2    | John Degenkolb | Giant        | a 3"     |
| 3    | Peter Sagan    | Tinkoff-Saxo | s.t.     |

| Pos. | Corridore          | Squadra | Tempo     |
| ---- | ------------------ | ------- | --------- |
| 1    | Tony Martin        | Etixx   | 12h40'26" |
| 2    | Chris Froome       | Sky     | a 12"     |
| 3    | Tejay van Garderen | BMC     | a 25"     |

Descrizione e riassunto
La tappa vede come luogo di partenza Seraing, per concludersi a Cambrai. Questa frazione, la più lunga del Tour, prevede il passaggio su sette tratti di pavé (alcuni inclusi nel tracciato della Parigi-Roubaix), per un totale di 13,5 chilometri, con l'ultimo tratto che termina a 11,7 km dall'arrivo.
Dopo 2 km vanno in fuga Lieuwe Westra, Perrig Quéméneur, Thomas De Gendt e Frédéric Brun. Il vantaggio massimo dei 4 arriva a 9'10", quando nel gruppo accelera la Giant, squadra di John Degenkolb, uno dei favoriti per la vittoria di tappa. Il gruppo si riporta sui fuggitivi subito dopo l'uscita dal secondo tratto in pavé, a 44 km dalla linea d'arrivo, quando provano ad accelerare Vincenzo Nibali insieme a due suoi compagni, venendo subito ripresi insieme ai fuggitivi. Nei 4 tratti successivi il gruppo mantiene alta l'andatura, frazionandosi in diversi tronconi; l'unico big a farne le spese è Thibaut Pinot, che subisce anche un inconveniente meccanico, perdendo più di 2'. Tra il sesto e il settimo ed ultimo tratto in pavé, Tony Martin fora, ma riesce a rientrare prima dell'approccio dell'ultimo tratto in pietra. Negli ultimi 2300 metri di pavé, prova ancora a fare la differenza Nibali, che si trascina dietro una decina di corridori, tra cui anche la maglia gialla Chris Froome e Tejay van Garderen; prima della fine del settore, ad accelerare l'andatura ulteriormente è Zdeněk Štybar, che provoca una frattura più grande tra i 10 davanti e gli altri. Questi 10 atleti (non fanno parte del gruppetto né Alberto Contador né Nairo Quintana) rimangono in testa fino a 7 km dalla conclusione, quando avviene il ricongiungimento con il gruppo più folto. Il gruppo procede regolare fino ai 3,3 chilometri dal traguardo, quando evade il redivivo Tony Martin, che guadagna 50 metri, e, grazie alle sue abilità di cronoman resiste al ritorno del gruppo vincendo la tappa per, seppur risicato, vantaggio. Il tedesco, oltre alla tappa, conquista anche la maglia gialla che aveva più volte sfiorato i giorni precedenti. Tra gli uomini di classifica, a parte il ritardo di oltre 3' di Pinot al traguardo, non ci sono distacchi.

### 5ª tappa
- 8 luglio: Arras > Amiens Métropole – 189,5 km

Risultati
| Pos. | Corridore      | Squadra      | Tempo    |
| ---- | -------------- | ------------ | -------- |
| 1    | André Greipel  | Lotto-Soudal | 4h39'00" |
| 2    | Peter Sagan    | Tinkoff-Saxo | s.t.     |
| 3    | Mark Cavendish | Etixx        | s.t.     |

| Pos. | Corridore          | Squadra | Tempo     |
| ---- | ------------------ | ------- | --------- |
| 1    | Tony Martin        | Etixx   | 17h19'26" |
| 2    | Chris Froome       | Sky     | a 12"     |
| 3    | Tejay van Garderen | BMC     | a 25"     |

Descrizione e riassunto
La quinta tappa del Tour ripercorre molti luoghi simbolo della prima guerra mondiale, in particolare della battaglia della Somme, su un percorso collinare, tuttavia privo di gran premi della montagna.
Caratterizzata dal cattivo tempo, già dopo 12 km una caduta coinvolge quattro corridori, fra i quali Nacer Bouhanni, velocista della Cofidis, che è costretto al ritiro. La corsa si divide poi in due tronconi, con il secondo che perde progressivamente sempre più minuti e la possibilità di ricollegarsi al primo. A 23 km dall'arrivo un'altra caduta caratterizza la corsa. Si arriva alla prima volata a ranghi compatti di quest'edizione, che vede prevalere per la seconda volta André Greipel, che resiste alla rimonta di Peter Sagan, al terzo podio in 6 giorni.

### 6ª tappa
- 9 luglio: Abbeville > Le Havre – 191,5 km

Risultati
| Pos. | Corridore     | Squadra      | Tempo    |
| ---- | ------------- | ------------ | -------- |
| 1    | Zdeněk Štybar | Etixx        | 4h53'46" |
| 2    | Peter Sagan   | Tinkoff-Saxo | a 2"     |
| 3    | Bryan Coquard | Europcar     | s.t.     |

| Pos. | Corridore          | Squadra | Tempo     |
| ---- | ------------------ | ------- | --------- |
| 1    | Tony Martin        | Etixx   | 22h13'14" |
| 2    | Chris Froome       | Sky     | a 12"     |
| 3    | Tejay van Garderen | BMC     | a 25"     |

Descrizione e riassunto

### 7ª tappa
- 10 luglio: Livarot > Fougères – 181,5 km

Risultati
| Pos. | Corridore      | Squadra      | Tempo    |
| ---- | -------------- | ------------ | -------- |
| 1    | Mark Cavendish | Etixx        | 4h27'25" |
| 2    | André Greipel  | Lotto-Soudal | s.t.     |
| 3    | Peter Sagan    | Tinkoff-Saxo | s.t.     |

| Pos. | Corridore          | Squadra      | Tempo     |
| ---- | ------------------ | ------------ | --------- |
| 1    | Chris Froome       | Sky          | 26h40'51" |
| 2    | Peter Sagan        | Tinkoff-Saxo | a 11"     |
| 3    | Tejay van Garderen | BMC          | a 13"     |

Descrizione e riassunto

### 8ª tappa
- 11 luglio: Rennes > Mûr-de-Bretagne – 181,5 km

Risultati
| Pos. | Corridore          | Squadra    | Tempo    |
| ---- | ------------------ | ---------- | -------- |
| 1    | Alexis Vuillermoz  | AG2R       | 4h20'55" |
| 2    | Daniel Martin      | Cannondale | a 5"     |
| 3    | Alejandro Valverde | Movistar   | a 10"    |

| Pos. | Corridore          | Squadra      | Tempo     |
| ---- | ------------------ | ------------ | --------- |
| 1    | Chris Froome       | Sky          | 31h01'56" |
| 2    | Peter Sagan        | Tinkoff-Saxo | a 11"     |
| 3    | Tejay van Garderen | BMC          | a 13"     |

Descrizione e riassunto

### 9ª tappa
- 12 luglio: Vannes > Plumelec – Cronometro a squadre – 28 km

Risultati
| Pos. | Squadra         | Tempo  |
| ---- | --------------- | ------ |
| 1    | BMC Racing Team | 32'15" |
| 2    | Team Sky        | a 1"   |
| 3    | Movistar Team   | a 4"   |

| Pos. | Corridore          | Squadra | Tempo     |
| ---- | ------------------ | ------- | --------- |
| 1    | Chris Froome       | Sky     | 31h34'12" |
| 2    | Tejay van Garderen | BMC     | a 12"     |
| 3    | Greg Van Avermaet  | BMC     | a 27"     |

Descrizione e riassunto
Al termine della prima settimana, prima dell'approccio ai Pirenei, il Tour propone una cronometro a squadre di quasi 30 chilometri; abbastanza mossa, prevede un arrivo in salita, cosa inusuale per una cronosquadre.
Le squadre favorite della vigilia sono la BMC (campione del mondo in carica), la Movistar e la Sky. Il pronostico viene rispettato, con gli americani che fanno loro la prova per soli 62/100 di secondo sui britannici, mentre la compagine spagnola si piazza al 3º posto. La Tinkoff-Saxo di Alberto Contador e l'Astana del vincitore uscente Vincenzo Nibali, perdono circa 30".

### 10ª tappa
- 14 luglio: Tarbes > La Pierre Saint Martin – 167 km

Risultati
| Pos. | Corridore      | Squadra  | Tempo    |
| ---- | -------------- | -------- | -------- |
| 1    | Chris Froome   | Sky      | 4h22'07" |
| 2    | Richie Porte   | Sky      | a 59"    |
| 3    | Nairo Quintana | Movistar | a 1'04"  |

| Pos. | Corridore          | Squadra  | Tempo     |
| ---- | ------------------ | -------- | --------- |
| 1    | Chris Froome       | Sky      | 35h56'09" |
| 2    | Tejay van Garderen | BMC      | a 2'52"   |
| 3    | Nairo Quintana     | Movistar | a 3'09"   |

Descrizione e riassunto
Al Tour iniziano le montagne vere, infatti la 10ª tappa prevede l'arrivo inedito a La Pierre Saint Martin, una salita di 15,3 km con pendenza media del 7,4%, preceduta da 150 chilometri pressoché pianeggianti.
Non prende il via Ivan Basso, il quale ha annunciato il suo ritiro in seguito a un tumore ai testicoli riscontratogli a causa della caduta che lo aveva coinvolto nella 5ª tappa.
La corsa viene animata dalla fuga di Kenneth Van Bilsen e da Pierrick Fédrigo, i quali arrivano ad avere un vantaggio massimo di 15'. I primi 3 gran premi della montagna di 4ª categoria vengono conquistati dal belga della Cofidis. Tuttavia, la corsa si accende negli ultimi 15 km di ascesa che portano al traguardo. Appena iniziata la salita è la Movistar a fare il ritmo, e le prime vittime illustri sono Romain Bardet e Andrew Talansky ed in seguito anche Thibaut Pinot e Jean-Christophe Péraud, rispettivamente 3° e 2° lo scorso anno. Mentre viene ripreso Vanbilsen, scattano Robert Gesink e Rafael Valls, mentre la Sky si sostituisce agli spagnoli in testa al gruppo. A 10 chilometri dalla linea di meta, è Alejandro Valverde a provare ad allungare, mentre perdono contatto Rigoberto Urán, Joaquim Rodríguez e soprattutto il vincitore uscente Vincenzo Nibali, mentre anche Fédrigo viene assorbito dal gruppo di testa, che aveva subito ripreso Valverde. Quando mancano 6,8 chilometri al traguardo, Richie Porte accelera ulteriormente l'andatura, e fa perdere contatto anche ad Alberto Contador, e subito dopo anche a tutti gli altri meno che il suo capitano e maglia gialla Chris Froome e il colombiano Nairo Quintana, riprendendo Gesink, che aveva staccato Valls. Ai meno 6,4 chilometri, Froome scatta deciso, staccando anche Quintana, che non segue l'andatura del leader della classifica e sale col suo ritmo. Gli ultimi 6 chilometri di ascesa, i più facili, sono una passerella per il britannico, che va a vincere e consolidare il suo primato grazie anche all'abbuono di 10". Secondo sul traguardo è il suo compagno Porte, che raggiunge e supera Quintana, terzo, a 300 metri dall'arrivo. Si registrano pesanti distacchi per tutti gli altri rivali di Froome per la conquista del Tour, a partire da Tejay van Garderen che accusa 2'30" di ritardo, mantenendo tuttavia la 2ª posizione in classifica.

### 11ª tappa
- 15 luglio: Pau > Cauterets-Vallée de Saint-Savin – 187 km

Risultati
| Pos. | Corridore        | Squadra      | Tempo    |
| ---- | ---------------- | ------------ | -------- |
| 1    | Rafał Majka      | Tinkoff-Saxo | 5h02'01" |
| 2    | Daniel Martin    | Cannondale   | a 1'00"  |
| 3    | Emanuel Buchmann | Bora         | a 1'23"  |

| Pos. | Corridore          | Squadra  | Tempo     |
| ---- | ------------------ | -------- | --------- |
| 1    | Chris Froome       | Sky      | 41h03'21" |
| 2    | Tejay van Garderen | BMC      | a 2'52"   |
| 3    | Nairo Quintana     | Movistar | a 3'09"   |

Descrizione e riassunto
La tappa presenta ben 5 gpm: i primi tre sono abbastanza abbordabili, ma gli ultimi sono il Col d'Aspin e il Tourmalet, due ascese che sono diventate celebri al Tour de France.
Il Col d'Aspin è una salita di 12 km al 6,5%, mentre il Tourmalet è lungo 17 km al 7% e inoltre è il punto più alto di questo Tour.
La fuga finale va in porto dopo 80 km ed è formata da 8 corridori che avranno un vantaggio massimo di circa 7'.
Dopo i primi facili gpm, lo sprint intermedio viene conquistato da Matteo Trentin nei confronti di Peter Sagan.
Sul Col d'Aspin i due gruppi si selezionano e i fuggitivi rimasti cominciano ad avere speranze di vittoria. 
Sul Tourmalet transita per primo Rafał Majka, mentre nel gruppo maglia gialla rimangono in 15.
Al traguardo finale arriva primo il polacco della Tinkoff-Saxo, con un vantaggio di 1' da Daniel Martin e 1'23" da Emanuel Buchmann.
Il gruppo arriva a circa 6' e Nibali, a causa di una accelerazione di Bauke Mollema, rimane arretrato di 1'.
Per Majka invece si tratta della terza vittoria di tappa al Tour, dopo quelle del 2014 con la maglia a pois.

### 12ª tappa
- 16 luglio: Lannemezan > Plateau de Beille – 195 km

Risultati
| Pos. | Corridore         | Squadra | Tempo    |
| ---- | ----------------- | ------- | -------- |
| 1    | Joaquim Rodríguez | Katusha | 5h40'14" |
| 2    | Jakob Fuglsang    | Astana  | a 1'12"  |
| 3    | Romain Bardet     | AG2R    | a 1'49"  |

| Pos. | Corridore          | Squadra  | Tempo     |
| ---- | ------------------ | -------- | --------- |
| 1    | Chris Froome       | Sky      | 46h50'32" |
| 2    | Tejay van Garderen | BMC      | a 2'52"   |
| 3    | Nairo Quintana     | Movistar | a 3'09"   |

Descrizione e riassunto
La terza e ultima tappa sui Pirenei è quella più temuta. Infatti vi sono 4 gran premi della montagna, 1 di 2ª, 2 di 1ª e uno fuori categoria, ovvero la salita finale che porta al traguardo di Plateau de Beille.
La corsa rende anche omaggio a Fabio Casartelli, scomparso nella discesa del Col de Portet-d'Aspet durante il Tour de France 1995.
La corsa viene accesa da una fuga di ben 22 uomini, fra i quali Romain Bardet, Joaquim Rodríguez, il campione del mondo Michał Kwiatkowski e Jakob Fuglsang.
Il Team Sky non si preoccupa più di tanto del loro vantaggio, in quanto hanno tutti un importante ritardo nei confronti di Chris Froome e quindi la corsa si mantiene su ritmi bassi, facendo lievitare il vantaggio dei fuggitivi ad un massimo di 12'. Sep Vanmarcke e Kwiatkowsi provano ad avvantaggiarsi sul Port de Lers, la penultima ascesa della giornata, giungendo all'attacco della salita finale con 1'50" sugli inseguitori, che si erano notevolmente selezionati dai 22 fuggitivi iniziali.
Nell'ascesa finale, corsa sotto una pioggia battente, in testa cede di schianto il belga, con il campione del mondo che resta solo al comando, mentre dietro attacca Joaquin Rodríguez; il catalano riprende in un amen il polacco, e resta solo al comando a 8 chilometri dall'arrivo. Nel gruppo maglia gialla, il primo a scattare è Alberto Contador, che però viene subito ripreso dal gruppetto trainato dal Team Sky di Froome. In seguito ci prova Vincenzo Nibali, che per 1 chilometro mantiene una decina di secondi di vantaggio, prima di essere ripreso in seguito all'accelerata di Alejandro Valverde. A 5 chilometri dall'arrivo, è Chris Froome a muoversi in prima persona, portandosi dietro solamente Nairo Quintana ed Alberto Contador, prima di desistere nell'azione facendo rientrare tutti gli altri. Poco dopo ci prova anche Quintana, ma senza grande intenzione. Davanti intanto Purito si invola verso la sua seconda vittoria in questo Tour, alzando le braccia su uno dei traguardi più ambiti di questo Tour. Jakob Fuglsang arriva secondo, accusando più di 1' dallo spagnolo, mentre per 3º giunge Romain Bardet, a quasi 2'. Valverde sprinta a 300 metri da traguardo, guadagnando solo 1" su tutti gli altri migliori. In classifica, a parte la débâcle di Bauke Mollema e il ritardo di Robert Gesink (penalizzato da una foratura), rimane tutto invariato.

### 13ª tappa
- 17 luglio: Muret > Rodez – 198,5 km

Risultati
| Pos. | Corridore         | Squadra      | Tempo    |
| ---- | ----------------- | ------------ | -------- |
| 1    | Greg Van Avermaet | BMC          | 4h43'42" |
| 2    | Peter Sagan       | Tinkoff-Saxo | s.t.     |
| 3    | Jan Bakelants     | AG2R         | a 3"     |

| Pos. | Corridore          | Squadra  | Tempo     |
| ---- | ------------------ | -------- | --------- |
| 1    | Chris Froome       | Sky      | 51h34'21" |
| 2    | Tejay van Garderen | BMC      | a 2'52"   |
| 3    | Nairo Quintana     | Movistar | a 3'09"   |

Descrizione e riassunto
Terminati i Pirenei, la corsa deve affrontare una tappa collinare con diversi gran premi della montagna che tuttavia è abbastanza semplice. 
Da segnalare l'arrivo posto dopo uno strappo di 450 metri con punte al 10%, che però non viene considerato arrivo in salita.
La tappa viene animata già al chilometro 2, con la fuga di Cyril Gautier, Alexandre Geniez, Thomas De Gendt, Wilco Kelderman, Nathan Haas e Pierre-Luc Périchon.
Sotto un gran caldo (registrate temperature di 36° centigradi), André Greipel vince lo sprint intermedio conquistando la maglia verde virtuale con 1 punto di vantaggio su Peter Sagan.
In seguito, Jean-Christophe Péraud è vittima di una violenta caduta dalle dinamiche incerte, che lo costringe a fermarsi e a medicarsi.
Intanto, il gruppo si divide in due tronconi e il 2º gruppo riesce faticosamente a rientrare. Vincenzo Nibali viene penalizzato da una doppia foratura, riuscendo a rientrare insieme a Péraud. A meno 20 chilometri, nel gruppo di testa, Haas prova a staccare gli altri, ma viene ripreso poco dopo dai suoi compagni di fuga. Sull'ultimo tratto in salita, De Gendt e Keldermann forzano, rimanendo in testa con il solo Gautier a ruota. I 3, affrontano quindi la lieve discesa che porta a Rodez con circa 40" di vantaggio sul gruppo, che guadagna inesorabilmente. Iniziano lo strappo finale a 500 metri dal traguardo con una manciata di secondi di vantaggio, con Kelderman che prova ad andarsene, ma viene ripreso da Arnaud Démare, che prova a partire lungo con a ruota Greg Van Avermaet e Peter Sagan, ma mentre il francese si pianta, il belga parte con una progressione impressionante a 350 metri dal traguardo. Sagan resiste alla sua ruota, e prova ad uscire a 50 metri dalla linea di arrivo, riuscendo tuttavia solamente ad affiancare il fiammingo, che va a vincere la sua prima tappa in carriera al Tour (per Sagan il 4º secondo posto di quest'edizione).

### 14ª tappa
- 18 luglio: Rodez > Mende – 178,5 km

Risultati
| Pos. | Corridore      | Squadra | Tempo    |
| ---- | -------------- | ------- | -------- |
| 1    | Steve Cummings | MTN     | 4h23'43" |
| 2    | Thibaut Pinot  | FDJ     | a 2"     |
| 3    | Romain Bardet  | AG2R    | a 3"     |

| Pos. | Corridore          | Squadra  | Tempo     |
| ---- | ------------------ | -------- | --------- |
| 1    | Chris Froome       | Sky      | 56h02'19" |
| 2    | Nairo Quintana     | Movistar | a 3'10"   |
| 3    | Tejay van Garderen | BMC      | a 3'32"   |

Descrizione e riassunto
Tappa di media montagna all'interno del Massiccio centrale, che presenta 4 gran premi della montagna: l'ultimo, in particolare, la Côte de la Croix Neuve ha una lunghezza di 3 chilometri ma con una pendenza media del 10%, e termina a 1 chilometro e mezzo dall'arrivo.
A 5 km dal via, una caduta spezza il gruppo in tanti piccoli gruppetti e a farne di più le spese è lo svizzero Steve Morabito, costretto al ritiro. La caduta coinvolge anche Thibaut Pinot e Robert Gesink, che tuttavia riescono a ripartire. 
Intanto, davanti si va a formare un gruppetto di 7 fuggitivi, tra i quali ci sono anche Peter Sagan e Rigoberto Urán e un gruppo di 15 contrattaccanti, fra cui figurano anche Greg Van Avermaet, Romain Bardet, Simon Yates e Cyril Gautier.
In seguito i due gruppi di fuggitivi si congiungono ed anche il plotone della maglia gialla si riunisce. L'andatura in gruppo non è molto alta, e i fuggitivi riescono a prendere il largo, arrivando ad avere 7' di vantaggio sul gruppo.
Arrivati all'ultima Côte, i fuggitivi hanno ancora 5' di margine, e quindi davanti inizia la bagarre per la vittoria di tappa. Appena inizia la salita a scattare è Bardet, che si porta dietro Yates; tuttavia Bardet rallenta, favorendo il rientro di altri atleti tra cui Pinot. Bardet scatta ancora, stavolta con più convinzione, facendo il vuoto. Mentre Yates crolla, Pinot decide di salire col suo passo, mentre dietro Steve Cummings, dopo una lieve difficoltà iniziale, cerca di riportarsi sotto. Nel gruppo dei big, il primo a scattare è Nairo Quintana, che si porta dietro Vincenzo Nibali, con Alejandro Valverde che non riesce a raggiungere i due, mentre la maglia gialla Chris Froome, insieme ad Alberto Contador, sale con il suo passo; cede invece Tejay van Garderen. Quintana accelera di nuovo, lasciando sul posto Nibali, che viene ripreso dal gruppo di Froome. Davanti intanto Pinot riprende Bardet in vista dello scollinamento, con Cummings poco dietro. Nel falsopiano in discesa che porta all'aerodromo di Mende i due francesi non collaborano, facilitando il rientro di Cummings, che, sfruttando la maggiore velocità, passa in testa prendendo 5 metri di vantaggio. All'ultima curva il britannico aumenta il suo vantaggio, alzando così le braccia al traguardo; trattasi della prima vittoria al Tour di una squadra africana. Dietro, Froome si libera di Contador e Valverde, raggiungendo Quintana, che prova a staccarlo nuovamente, non riuscendo nell'intento. I due rivali arrivano sul rettilineo finale insieme, con Froome che guadagna 1" sul colombiano allo sprint; poco più indietro Valverde e Contador. Van Garderen accusa 40" di ritardo dalla maglia gialla, perdendo così la seconda posizione a favore di Quintana, che diventa così l'avversario numero uno di Froome.
Da segnalare il fatto accaduto in corsa che ha coinvolto la maglia gialla Chris Froome durante lo svolgimento della tappa: uno spettatore, ha urlato dopato al britannico, tirandogli addosso urina da una tazza.

### 15ª tappa
- 19 luglio: Mende > Valence – 183 km

Risultati
| Pos. | Corridore          | Squadra      | Tempo    |
| ---- | ------------------ | ------------ | -------- |
| 1    | André Greipel      | Lotto-Soudal | 3h56'35" |
| 2    | John Degenkolb     | Giant        | s.t.     |
| 3    | Alexander Kristoff | Katusha      | s.t.     |

| Pos. | Corridore          | Squadra  | Tempo     |
| ---- | ------------------ | -------- | --------- |
| 1    | Chris Froome       | Sky      | 59h58'54" |
| 2    | Nairo Quintana     | Movistar | a 3'10"   |
| 3    | Tejay van Garderen | BMC      | a 3'32"   |

Descrizione e riassunto
La tappa presenta 4 gran premi della montagna, l'ultimo dei quali è posto però a più di 50 chilometri dall'arrivo.
La fuga di giornata è composta da 9 corridori, che sono Thibaut Pinot, Peter Sagan, Michael Rogers, Michał Kwiatkowski, Matteo Trentin, Ryder Hesjedal, Lars Bak, Simon Geschke e Simon Yates. Il gruppo procede regolare e viene tirato dalla Katusha. Nonostante ciò, la partenza in salita del percorso fa perdere contatto a 23 uomini, fra i quali figurano anche Mark Cavendish e Jean-Christophe Péraud. Intanto, nel gruppo maglia gialla, arriva la Tinkoff-Saxo a fare l'andatura e ciò fa riassorbire 7 dei fuggitivi ad esclusione di Trentin ed Hesjedal, che avevano provato l'allungo in discesa, ma anche loro vengono poi ripresi dopo pochi chilometri.
Senza più uomini da andare a prendere, davanti si mette l'Europcar e negli ultimi chilometri provano a scattare Zdeněk Štybar, Daniel Oss e Jan Bárta, con il ceco che viene ripreso in vista dell'ultimo chilometro.
Si arriva così in volata, che vede prevalere ancora una volta André Greipel, che conquista la terza vittoria in questo Tour.

### 16ª tappa
- 20 luglio: Bourg-de-Péage > Gap – 201 km

Risultati
| Pos. | Corridore         | Squadra      | Tempo    |
| ---- | ----------------- | ------------ | -------- |
| 1    | Rubén Plaza       | Lampre       | 4h30'10" |
| 2    | Peter Sagan       | Tinkoff-Saxo | a 30"    |
| 3    | Jarlinson Pantano | IAM          | a 36"    |

| Pos. | Corridore          | Squadra  | Tempo     |
| ---- | ------------------ | -------- | --------- |
| 1    | Chris Froome       | Sky      | 64h47'16" |
| 2    | Nairo Quintana     | Movistar | a 3'10"   |
| 3    | Tejay van Garderen | BMC      | a 3'32"   |

Descrizione e riassunto
Tappa che prevede due gpm, entrambi di 2ª categoria. L'ultimo ha una lunghezza di circa 9 km con una pendenza media del 5%, ma con punte dell'8%.
Corsa che si accende con una fuga di ben 24 uomini. Fra questi ci sono Peter Sagan, Simon Geschke, Thomas De Gendt, Daniel Teklehaimanot, Edvald Boasson Hagen e Matteo Trentin.
Tuttavia, prima di arrivare al primo gpm, si stacca Didier, mentre nel gruppo maglia gialla c'è il ritiro di Peter Kennaugh, reduce da un Tour deludente. 
Sul primo gpm i due gruppi rimangono compatti e si crea una caduta fra Rafał Majka e l'olandese Martens, senza gravi conseguenze. 
Nella discesa, Sagan allunga e ciò crea problemi agli altri fuggitivi e a causa di questo il loro vantaggio aumenta a dismisura, toccando il quarto d'ora, che diventerà di 20' più avanti, dove ci sono degli scatti di vari uomini, come Adam Hansen e Marco Haller, i quali avranno un margine dagli altri fuggitivi di 1'. 
Il gruppo, invece, sapendo del l'impossibilità di andare a riprendere i 23 davanti, se la prende con comodo.
Arrivati sull'ultima ascesa del Col de Manse, Haller e Hansen vengono ripresi e il gruppo dei fuggitivi si seleziona notevolmente. 
A rendere le cose più complicate, ci pensa Rubén Plaza, che si porta da solo in avanti e che arriva al gpm con 1' di vantaggio dai suoi inseguitori rimasti, che sono Sagan, Teklehaimanot, Geschke e Jarlinson Pantano.
Quando i fuggitivi si apprestano a scendere nella intricata discesa, il gruppo comincia a salire e subito si seleziona, con Gallopin in difficoltà. 
Davanti, Sagan cerca invano di riacciuffare Plaza, che va a vincere con 28 secondi di vantaggio sullo slovacco, costretto ancora una volta ad arrivare secondo. Terzo arriva Pantano, che recupera in classifica generale ben 18'.
Arrivati i fuggitivi, la corsa viene accesa dagli scatti di Alberto Contador e Romain Bardet, che tuttavia non riescono nell'intento. 
Ce la fa invece Vincenzo Nibali, che guadagna 20 secondi e scende dalla sommità prendendo anche qualche rischio. 
In una curva, intanto, Warren Barguil cambia traiettoria e va a sbattere contro Geraint Thomas, il quale sbatte contro un palo e cade in un burrone. Caduta fortunatamente senza conseguenze e il più fidato compagno di Froome riesce a riaccodarsi.
Nibali infine arriva al traguardo con circa 30 secondi di vantaggio dal gruppetto dei migliori e dimostra di essere in ripresa. 
Poco dopo arriva anche Thomas con il suo compagno Wout Poels.

### 17ª tappa
- 22 luglio: Digne-les-Bains > Pra Loup – 161 km

Risultati
| Pos. | Corridore       | Squadra    | Tempo    |
| ---- | --------------- | ---------- | -------- |
| 1    | Simon Geschke   | Giant      | 4h12'17" |
| 2    | Andrew Talansky | Cannondale | a 32"    |
| 3    | Rigoberto Urán  | Etixx      | a 1'01"  |

| Pos. | Corridore          | Squadra  | Tempo     |
| ---- | ------------------ | -------- | --------- |
| 1    | Chris Froome       | Sky      | 69h06'49" |
| 2    | Nairo Quintana     | Movistar | a 3'10"   |
| 3    | Alejandro Valverde | Movistar | a 4'09"   |

Descrizione e riassunto
Dopo l'ultimo giorno di riposo, i corridori devono affrontare il primo tappone alpino. Sono presenti 5 gpm: gli ultimi tre sono il Col de Saint Michel (11 km al 5%), il Col d'Allos (14 km al 5% con punte del 7%) e l'ascesa che porta a Pra Loup che ha una media del 6,5% per circa 5 km. Questa tappa è già stata affrontata identicamente al Critérium du Dauphiné 2015 che vide imporsi Romain Bardet.
La tappa vede subito tentare degli scatti azzardati di Nairo Quintana e Alberto Contador, che non vanno in porto. A farne le spese maggiori è invece Tejay van Garderen che in condizioni non perfette perde ben 3'. Intanto va in fuga un consistente gruppo di una ventina di uomini, nel quale figurano anche Peter Sagan, Thibaut Pinot, Simon Geschke, John Degenkolb, Rafał Majka, Andrew Talansky, Ryder Hesjedal, Steven Kruijswijk, Richie Porte e Rigoberto Urán. A questi segue un quintetto formato da Warren Barguil, Michael Rogers e anche Adriano Malori, che tuttavia non riescono a prendere gli altri fuggitivi. Intanto, Van Garderen annuncia il suo ritiro, non riuscendo più a continuare e anche Tony Gallopin si stacca dal gruppo principale.
Lo sprint intermedio viene conquistato da John Degenkolb e iniziano degli scatti in vista del Col d'Allois, come quelli di Teklehaimanot, Kruijswijk , Mathias Frank e soprattutto quello di Geschke, il quale si porta ad 1' dagli altri. Le prime rampe del gpm fanno varie vittime in tutti i gruppi e gli uomini di maggior spessore a pagare gran dazio sono Mollema, Bardet, Périchon e Gesink, che non sostengono il ritmo dei migliori. Nel gruppetto dei big, Nibali accelera e si staccano i gregari più esperti, come Thomas, andandosi così a formare un quintetto dei migliori: Nibali, Froome, Quintana, Valverde e Contador. In testa, invece Geschke giunge primo al gpm e i migliori a reagire sono Pinot, Talansky e Uran che vanno ad affrontare la temibile discesa, dove Pinot dimostra tutta la sua paura nelle discese e va a cadere, rialzandosi subito.
Il resto dello scollinamento lo affronta con grande cautela e si fa quindi rimontare da Uran, Talansky, Frank e Adam Yates. A circa 9' anche i big scollinano e ritrovano compagni importanti, come Porte per Froome. Contador, invece cade e nonostante l'aiuto di Majka e Sagan, perde 2'. I fuggitivi arrivano alla salita conclusiva, dove va a trionfare Geschke su Talansky, Uran, Pinot (che aveva recuperato), Frank e Adam Yates. All'arrivo dei big, anche Nibali e i due alfieri della Movistar trovano degli uomini preziosi e Quintana prova a scattare su Froome ben 3 volte, fallendo. Al traguardo rimangono di poco attardati Nibali e Valverde, a differenza di Contador che accusa 2' dalla maglia gialla.

### 18ª tappa
- 23 luglio: Gap > Saint Jean de Maurienne – 186,5 km

Risultati
| Pos. | Corridore      | Squadra  | Tempo    |
| ---- | -------------- | -------- | -------- |
| 1    | Romain Bardet  | AG2R     | 5h03'40" |
| 2    | Pierre Rolland | Europcar | a 33"    |
| 3    | Winner Anacona | Movistar | a 59"    |

| Pos. | Corridore          | Squadra  | Tempo     |
| ---- | ------------------ | -------- | --------- |
| 1    | Chris Froome       | Sky      | 74h13'31" |
| 2    | Nairo Quintana     | Movistar | a 3'10"   |
| 3    | Alejandro Valverde | Movistar | a 4'09"   |

Descrizione e riassunto
Seconda tappa alpina che presenta ben 7 gpm. Gli ultimi due sono il Col du Glandon, salita di 22 km al 6% (con tratti di discesa) e i suggestivi Lacets de Montvernier, salita inedita di soli 3 km ma con tratti al 10% e ben 18 tornanti.
Si parte subito con vari saliscendi e questo comporta la selezione nel gruppo, con le prime vittime illustri Tony Gallopin e Peter Sagan.
Davanti, intanto, vanno in fuga ben 29 corridori, fra i quali figurano anche Michael Matthews, Michael Rogers e Roman Kreuziger, Bob Jungels, Serge Pauwels, Thibaut Pinot, Jakob Fuglsang, Thomas De Gendt, Damiano Caruso, Andrew Talansky, Romain Bardet e Joaquim Rodríguez.
Proprio quest'ultimo va a conquistare tutti i gpm prima del Glandon, mentre lo sprint intermedio viene conquistato da De Gendt, il quale cerca poi di fuggire ai piedi dell'asperità più temuta della giornata, venendo tuttavia ripreso e in seguito assorbito anche dal gruppo maglia gialla.
Intanto,i due gruppi perdono vari uomini come Richie Porte e Pinot.
Il gruppo di Gallopin è invece a 20'.
Nel gruppo dei big, in prossimità della vetta, iniziano gli scatti in successione di Warren Barguil, poi di Robert Gesink e di Alberto Contador, che arrivano ad avere un vantaggio di 40 secondi. 
Nella testa della scorsa , c'è poi una caduta di Fuglsang che precede l'allungo di Bardet, seguito solo da Winner Anacona.Il francese diventa poi solo e sono tutti al suo inseguimento. 
Nel gruppo maglia gialla c'è invece lo scatto di Vincenzo Nibali, che tuttavia non va in porto. 
Nella discesa vengono ripresi Contador, Gesink e Barguil e si arriva all'ultima ascesa di tappa, nei bellissimi quanto duri 18 tornanti dei Lacets de Montvernier, che vengono affrontati da Bardet con un vantaggio di 1' dal primo gruppetto di inseguitori e circa 2' dal gruppo maglia gialla.
Qui avvengono gli scatti di Contador e Nibali, innocui per Chris Froome. 
Davanti, Bardet si avvia a vincere, seguito di 33" da Pierre Rolland e 59 da Winner Anacona. 
Bene anche Damiano Caruso, mentre non ci sono distacchi per i grandi.

### 19ª tappa
- 24 luglio: Saint Jean de Maurienne > La Toussuire-Les Sybelles – 138 km

Risultati
| Pos. | Corridore       | Squadra  | Tempo    |
| ---- | --------------- | -------- | -------- |
| 1    | Vincenzo Nibali | Astana   | 4h22'53" |
| 2    | Nairo Quintana  | Movistar | a 44"    |
| 3    | Chris Froome    | Sky      | a 1'14"  |

| Pos. | Corridore          | Squadra  | Tempo     |
| ---- | ------------------ | -------- | --------- |
| 1    | Chris Froome       | Sky      | 78h37'34" |
| 2    | Nairo Quintana     | Movistar | a 2'38"   |
| 3    | Alejandro Valverde | Movistar | a 5'25"   |

Descrizione e riassunto
La penultima tappa del Tour è sulla carta la più dura di quelle sulle Alpi, dato che prevede, sui 138 km totali, 50 di salita ed altrettanti di discesa, con solo poco più di 30 km sul piano. Si parte subito con una salita lunga 15 km, in cui si susseguono scatti e controscatti anche dei big (Nibali con Scarponi, Contador e Valverde), finché non riesce ad andare via una fuga di 29 corridori, dentro la quale i meglio piazzati sono Andrew Talanksy e Pierre Rolland, rispettivamente 12° e 13°. Durante la discesa il gruppo si ricompatta e soprattutto il leader e maglia gialla Chris Froome ritrova in gruppo la sua squadra, che poi però si sfalderà sulle prime rampe del Col de la Croix de Fer, lasciando il britannico con un solo compagno, Wouter Poels. In particolare, il gregario più fidato di Froome, Geraint Thomas, fino ad allora 4º nella generale, salta definitivamente e chiuderà la tappa accusando un ritardo di 12'. Se nei primi km della scalata del Col de Fer (22,8 km al 6,5% di pendenza media), il gruppo rimane compatto, verso la fine rimangono solo i big e partono gli scatti dei soliti Valverde, Nibali e soprattutto Alberto Contador, che coi loro scatti contribuiscono principalmente a riprendere tutti i fuggitivi, eccetto Pierre Rolland che rimane da solo in testa (vantaggio massimo di 3'15"). A pochi km dallo scollinamento, Chris Froome accusa un problema meccanico che permette a Vincenzo Nibali di scattare. La Movistar con Valverde cerca di chiudere il buco ma ogni tentativo è vano. In cima al Col du Mollard (gpm di 2^ cat.) Vincenzo Nibali riprende Rolland, mentre il gruppo guidato prima da Herrada Lopez (Movistar) e poi da Rafal Majka (Tinkoff) cerca di coprire il ritardo in discesa ma il duo al comando incrementa il vantaggio che oltrepassa i due minuti. Ai 16 km dal traguardo Nibali stacca definitivamente Rolland (che si pianta e viene ripreso dal gruppo) e va a confezionare sul traguardo de La Toussouire una vittoria che, seppur in parte, riscatta il suo Tour deludente, ma anche molto sfortunato. Secondo si piazza Nairo Quintana a 45", che -partito ai meno 5- guadagna 29" di vantaggio su Froome, 3º, e va ad alimentare le poche speranze di vittoria prima dell'Alpe d'Huez. Il siciliano scala posizioni in classifica e arriva al 4º posto, a 6'44" dal leader Froome, scavalcando Contador che arriva al traguardo con 2'35" di ritardo dal corridore dell'Astana, assieme a Valverde e gli altri uomini di classifica.

### 20ª tappa
- 25 luglio: Modane Valfréjus > Alpe d'Huez – 110,5 km

Risultati
| Pos. | Corridore      | Squadra    | Tempo    |
| ---- | -------------- | ---------- | -------- |
| 1    | Thibaut Pinot  | FDJ        | 3h17'21" |
| 2    | Nairo Quintana | Movistar   | a 18"    |
| 3    | Ryder Hesjedal | Cannondale | a 41"    |

| Pos. | Corridore          | Squadra  | Tempo     |
| ---- | ------------------ | -------- | --------- |
| 1    | Chris Froome       | Sky      | 81h56'33" |
| 2    | Nairo Quintana     | Movistar | a 1'12"   |
| 3    | Alejandro Valverde | Movistar | a 5'25"   |

Descrizione e riassunto
L'ultima tappa alpina prima della consueta passerella sugli Champs-Élysées prevede l'arrivo sulla mitica Alpe d'Huez. Il percorso originale prevedeva l'ascesa del Col du Télégraphe e del Col du Galibier prima dell'Alpe d'Huez, ma una frana ha costretto gli organizzatori a inserire il Col de la Croix de Fer, salita affrontata nella tappa precedente, seppur da un versante diverso.
I duelli che prevede la tappa sono quelli fra Chris Froome e Nairo Quintana per la conquista della maglia gialla, e quello fra Alejandro Valverde e 
Vincenzo Nibali per la conquista del podio.
Subito dopo il chilometro zero, sono tentativi di fuga, e si forma un drappello di 4 atleti, tra cui Alexandre Geniez e Ramūnas Navardauskas. 
Sulle prime rampe del Col de la Croix de Fer, in gruppo si mette davanti l'AG2R, nel tentativo di diminuire il margine di 7' dei fuggitivi. A 4 chilometri dal gran premio della montagna, c'è però lo scatto di Alejandro Valverde, seguito poco dopo da quello del compagno Nairo Quintana; i due guadagnano una quindicina di secondi sul gruppetto maglia gialla, che si screma sotto l'azione di Richie Porte. Mentre nel gruppo davanti allunga Geniez, dietro il ritmo di Porte è talmente elevato che dopo poco rimangono in tre all'inseguimento della coppia Movistar; infatti con Porte rimangono solo il suo capitano e maglia gialla Froome e Vincenzo Nibali, che accelera facendo staccare anche l'ultimo gregario di Froome. In vista dello scollinamento, Froome e Nibali si riportano su Valverde e Quintana, rallentando l'andatura facendo rientrare molti corridori in precedenza staccati. Proprio in questo frangente, evade dal gruppo un drappello di contrattaccanti, tra cui figurano Thibaut Pinot, Ryder Hesjedal e Winner Anacona. Si arriva così all'attacco dell'ultima fatica di quest'edizione, l'Alpe d'Huez; il primo ad iniziare la salita è Geniez, con 2' di margine sul gruppetto di contrattaccanti e 3' e 10" sul gruppo maglia gialla, di cui non fa parte Nibali, attardato da una foratura a 500 metri dall'inizio della salita. Nairo Quintana non demorde, e prova subito l'attacco, che però viene stoppato. Davanti intanto Hesjedal fa selezione, e con lui rimane il solo Pinot. Quintana prova una seconda accelerazione, guadagnando 20 metri sul gruppo maglia gialla, ma viene ancora una volta stoppato. Poco dopo Quintana, ci prova il suo compagno Valverde, che viene lasciato andare e riesce a guadagnare 20" sul gruppo maglia gialla. A 9 chilometri dalla conclusione, c'è la terza accelerata di Quintana, che riesce a staccare Froome e i suoi gregari Wout Poels e Porte. Davanti Pinot riesce con uno scatto a levarsi da ruota Hesjedal, e a lanciarsi tutto solo al comando. Quintana, dietro, riprende Valverde, che lancia il colombiano all'attacco; Quintana poco dopo ritrova anche il compagno Anacona, che lo scorta per un paio di chilometri, mentre il margine sulla maglia gialla si mantiene tra i 45 e i 50 secondi. Dopo aver usufruito del lavoro di Anacona, Quintana si lancia all'inseguimento dei fuggitivi, riprendendo e staccando Hesjedal, ma non Pinot, che va a trionfare sull'Alpe d'Huez. Il colombiano è 2º sul traguardo a 18" mentre Froome arriva insieme a Valverde, a 1'38" dal francese con Contador e Nibali a 3' e 30". Quintana guadagna così, grazie all'abbuono di 6", 1' e 26" al britannico, che non bastano però a ribaltare il Tour, che, salvo a imprevisti nell'ultima tappa, vedrà trionfare Froome per la seconda volta sugli Champs-Élysées.

### 21ª tappa
- 26 luglio: Sèvres > Parigi/Champs-Élysées – 109,5 km

Risultati
| Pos. | Corridore          | Squadra      | Tempo    |
| ---- | ------------------ | ------------ | -------- |
| 1    | André Greipel      | Lotto-Soudal | 2h49'41" |
| 2    | Bryan Coquard      | Europcar     | s.t.     |
| 3    | Alexander Kristoff | Katusha      | s.t.     |

| Pos. | Corridore          | Squadra  | Tempo     |
| ---- | ------------------ | -------- | --------- |
| 1    | Chris Froome       | Sky      | 84h46'14" |
| 2    | Nairo Quintana     | Movistar | a 1'12"   |
| 3    | Alejandro Valverde | Movistar | a 5'25"   |

Descrizione e riassunto
Ultima tappa che termina negli Champs-Élysées, nella capitale transalpina. Quest'anno i giri da percorrere sono 10, per un totale di circa 60 km sui celebri viali, con tratti anche in pavé. 
In questa breve tappa è presente anche un gpm di 4ª categoria.
Corsa che inizia in tardo pomeriggio e che si percorre sotto la pioggia. 
L'andamento è molto lento e il Team Sky con il capitano e maglia gialla Chris Froome, rimane nelle retrovie a festeggiare. 
Il piccolo gpm viene conquistato da Filippo Pozzato, ma bisogna aspettare i Campi Elisi per vedere la corsa animarsi. Qui infatti c'è la fuga di Sylvain Chavanel e in seguito si forma un gruppo di contrattaccanti, in cui figurano anche Andrij Hrivko e Pierre-Luc Périchon.
Questi vengono sostituiti da Kenneth Vanbilsen, Nélson Oliveira, Florian Vachon e in seguito anche Rohan Dennis.
Intanto, Chavanel viene riassorbito e rimangono in testa i quattro, con un vantaggio di soli 20 secondi. 
Intanto, l'asfalto bagnato crea non poche forature e sono costretti a fermarsi anche Pinot, Barguil, Gesink, Adam Hansen, Riblon e Kreuziger. 
Problema anche per Froome, che vede incastrarsi nei raggi della ruota posteriore un sacchetto. 
I quattro fuggitivi vengono ripresi al penultimo passaggio all'Arco di Trionfo e si arriva quindi alla volta finale, dove si registra una caduta.
Nello sprint si porta in avanti Alexander Kristoff, che però viene prima rimontato da Bryan Coquard e poi dal "Gorilla" André Greipel, il quale vince la sua quarta tappa che va a chiudere la 102ª edizione della Grande Boucle.

## Evoluzione delle classifiche
| Tappa              | Vincitore          | Classifica generale Maglia gialla | Classifica a punti Maglia verde | Classifica scalatori Maglia a pois | Classifica giovani Maglia bianca | Classifica a squadre Numero giallo | Premio combattività Numero rosso |
| ------------------ | ------------------ | --------------------------------- | ------------------------------- | ---------------------------------- | -------------------------------- | ---------------------------------- | -------------------------------- |
| 1ª                 | Rohan Dennis       | Rohan Dennis                      | Rohan Dennis                    | non assegnata                      | Rohan Dennis                     | Team Lotto NL-Jumbo                | non assegnata                    |
| 2ª                 | André Greipel      | Fabian Cancellara                 | André Greipel                   | non assegnata                      | Tom Dumoulin                     | BMC Racing Team                    | Michał Kwiatkowski               |
| 3ª                 | Joaquim Rodríguez  | Chris Froome                      | André Greipel                   | Joaquim Rodríguez                  | Peter Sagan                      | BMC Racing Team                    | Jan Bárta                        |
| 4ª                 | Tony Martin        | Tony Martin                       | André Greipel                   | Joaquim Rodríguez                  | Peter Sagan                      | BMC Racing Team                    | Vincenzo Nibali                  |
| 5ª                 | André Greipel      | Tony Martin                       | André Greipel                   | Joaquim Rodríguez                  | Peter Sagan                      | BMC Racing Team                    | Michael Matthews                 |
| 6ª                 | Zdeněk Štybar      | Tony Martin                       | André Greipel                   | Daniel Teklehaimanot               | Peter Sagan                      | BMC Racing Team                    | Perrig Quéméneur                 |
| 7ª                 | Mark Cavendish     | Chris Froome                      | André Greipel                   | Daniel Teklehaimanot               | Peter Sagan                      | BMC Racing Team                    | Anthony Delaplace                |
| 8ª                 | Alexis Vuillermoz  | Chris Froome                      | Peter Sagan                     | Daniel Teklehaimanot               | Peter Sagan                      | BMC Racing Team                    | Bartosz Huzarski                 |
| 9ª                 | BMC Racing Team    | Chris Froome                      | Peter Sagan                     | Daniel Teklehaimanot               | Peter Sagan                      | BMC Racing Team                    | non assegnata                    |
| 10ª                | Chris Froome       | Chris Froome                      | André Greipel                   | Chris Froome                       | Nairo Quintana                   | Team Sky                           | Kenneth Vanbilsen                |
| 11ª                | Rafał Majka        | Chris Froome                      | Peter Sagan                     | Chris Froome                       | Nairo Quintana                   | Team Sky                           | Daniel Martin                    |
| 12ª                | Joaquim Rodríguez  | Chris Froome                      | Peter Sagan                     | Chris Froome                       | Nairo Quintana                   | Movistar Team                      | Michał Kwiatkowski               |
| 13ª                | Greg Van Avermaet  | Chris Froome                      | Peter Sagan                     | Chris Froome                       | Nairo Quintana                   | Movistar Team                      | Thomas De Gendt                  |
| 14ª                | Steve Cummings     | Chris Froome                      | Peter Sagan                     | Chris Froome                       | Nairo Quintana                   | Movistar Team                      | Pierre-Luc Perichon              |
| 15ª                | André Greipel      | Chris Froome                      | Peter Sagan                     | Chris Froome                       | Nairo Quintana                   | Movistar Team                      | Peter Sagan                      |
| 16ª                | Rubén Plaza        | Chris Froome                      | Peter Sagan                     | Chris Froome                       | Nairo Quintana                   | Movistar Team                      | Peter Sagan                      |
| 17ª                | Simon Geschke      | Chris Froome                      | Peter Sagan                     | Chris Froome                       | Nairo Quintana                   | Movistar Team                      | Simon Geschke                    |
| 18ª                | Romain Bardet      | Chris Froome                      | Peter Sagan                     | Joaquim Rodríguez                  | Nairo Quintana                   | Movistar Team                      | Romain Bardet                    |
| 19ª                | Vincenzo Nibali    | Chris Froome                      | Peter Sagan                     | Romain Bardet                      | Nairo Quintana                   | Movistar Team                      | Pierre Rolland                   |
| 20ª                | Thibaut Pinot      | Chris Froome                      | Peter Sagan                     | Chris Froome                       | Nairo Quintana                   | Movistar Team                      | Alexandre Geniez                 |
| 21ª                | André Greipel      | Chris Froome                      | Peter Sagan                     | Chris Froome                       | Nairo Quintana                   | Movistar Team                      | non assegnata                    |
| Classifiche finali | Classifiche finali | Chris Froome                      | Peter Sagan                     | Chris Froome                       | Nairo Quintana                   | Movistar Team                      | Romain Bardet                    |

Maglie indossate da altri ciclisti in caso di due o più maglie vinte
- Nella 2ª tappa Tony Martin ha indossato la maglia verde al posto di Rohan Dennis.
- Nella 2ª tappa Tom Dumoulin ha indossato la maglia bianca al posto di Rohan Dennis.
- Nella 9ª tappa Warren Barguil ha indossato la maglia bianca al posto di Peter Sagan.
- Nella 10ª tappa Nairo Quintana ha indossato la maglia bianca al posto di Peter Sagan.
- Nella 11ª e 12ª tappa Richie Porte ha indossato la maglia a pois al posto di Chris Froome.
- Dalla 13ª alla 18ª tappa Joaquim Rodríguez ha indossato la maglia a pois al posto di Chris Froome.
- Nella 21ª tappa Romain Bardet ha indossato la maglia a pois al posto di Chris Froome.

## Classifiche finali

### Classifica generale - Maglia gialla
| Pos. | Corridore          | Squadra      | Tempo     |
| ---- | ------------------ | ------------ | --------- |
| 1    | Chris Froome       | Sky          | 84h46'14" |
| 2    | Nairo Quintana     | Movistar     | a 1'12"   |
| 3    | Alejandro Valverde | Movistar     | a 5'25"   |
| 4    | Vincenzo Nibali    | Astana       | a 8'36"   |
| 5    | Alberto Contador   | Tinkoff-Saxo | a 9'48"   |
| 6    | Robert Gesink      | Lotto NL     | a 10'47"  |
| 7    | Bauke Mollema      | Trek         | a 15'14"  |
| 8    | Mathias Frank      | IAM          | a 15'39"  |
| 9    | Romain Bardet      | AG2R         | a 16'00"  |
| 10   | Pierre Rolland     | Europcar     | a 17'30"  |

### Classifica a punti - Maglia verde
| Pos. | Corridore      | Squadra      | Punti |
| ---- | -------------- | ------------ | ----- |
| 1    | Peter Sagan    | Tinkoff-Saxo | 432   |
| 2    | André Greipel  | Lotto-Soudal | 366   |
| 3    | John Degenkolb | Giant        | 298   |
| 4    | Mark Cavendish | Etixx        | 206   |
| 5    | Bryan Coquard  | Europcar     | 152   |

### Classifica scalatori - Maglia a pois
| Pos. | Corridore         | Squadra  | Punti |
| ---- | ----------------- | -------- | ----- |
| 1    | Chris Froome      | Sky      | 119   |
| 2    | Nairo Quintana    | Movistar | 108   |
| 3    | Romain Bardet     | AG2R     | 90    |
| 4    | Thibaut Pinot     | FDJ      | 82    |
| 5    | Joaquim Rodríguez | Katusha  | 78    |

### Classifica giovani - Maglia bianca
| Pos. | Corridore      | Squadra  | Tempo      |
| ---- | -------------- | -------- | ---------- |
| 1    | Nairo Quintana | Movistar | 84h47'26"  |
| 2    | Romain Bardet  | AG2R     | a 14'48"   |
| 3    | Warren Barguil | Giant    | a 30'03"   |
| 4    | Thibaut Pinot  | FDJ      | a 37'40"   |
| 5    | Bob Jungels    | Trek     | a 1h32'09" |

### Classifica a squadre
| Pos. | Squadra         | Tempo      |
| ---- | --------------- | ---------- |
| 1    | Movistar Team   | 255h24'24" |
| 2    | Team Sky        | a 57'23"   |
| 3    | Tinkoff-Saxo    | a 1h00'12" |
| 4    | Astana Pro Team | a 1h12'09" |
| 5    | MTN-Qhubeka     | a 1h14'32" |